# Ull de foc alablanc
L'ull de foc alablanc (Pyriglena leucoptera) és una espècie d'ocell de la família dels tamnofílids (Thamnophilidae) que viu entre la malesa del bosc i la vegetació secundària de l'est del Brasil, est del Paraguai i nord-est de l'Argentina.